# Upsilon Andromedae b
Upsilon Andromedae b is een exoplaneet die draait rond Upsilon Andromedae A. Het is 44 lichtjaar van de Aarde vandaan in het sterrenbeeld Andromeda. Het is een voorbeeld van een hete Jupiter. De exoplaneet staat het dichtst bij zijn ster, gevolgd door c en d. De exoplaneet werd ontdekt op 23 juni 1996 door Geoffrey Marcy in Californië, Verenigde Staten.

## Referentie
- (en)  Upsilon Andromedae b op SIMBAD
- The Extrasolar Planet Encyclopedia